# Горсько-Абланово
Го́рсько-Абла́ново (болг. Горско Абланово) — село в Тирговиштській області Болгарії. Входить до складу общини Опака.

## Населення
За даними перепису населення 2011 року у селі проживали 399 осіб.
Національний склад населення села:
| Національність   | Кількість осіб | Відсоток |
| ---------------- | -------------- | -------- |
| болгари          | 212            | 65,4%    |
| турки            | 107            | 33,0%    |
| інша             | 4              | 1,2%     |
| Всього відповіли | 324            |          |

Розподіл населення за віком у 2011 році:
Динаміка населення: